# Salar de Atacama
Der Salar de Atacama (span. Salzstelle von Atacama) ist das größte aktive Evaporit-Becken im Bezirk Región de Antofagasta in Nord-Chile. Der Salar liegt in der Atacama-Wüste, in einer abflusslosen Senke am Fuß der Andenkordillere, umgeben von zahlreichen besiedelten Oasen. Er besteht aus einer harten, rauen, weißen Schicht Salz verunreinigt mit Wüstensand. Darunter befindet sich eine lithiumhaltige Sole. Zufließendes Wasser tritt in sporadisch auftretenden Tümpeln hervor, die wichtige Biotope bilden.

## Geographie

### Lage
Der Salar de Atacama gehört zur Kommune San Pedro de Atacama im Osten der Región de Antofagasta nahe der Grenze zu Bolivien. Die Region ist Teil der Atacama-Wüste, einer der trockensten und einsamsten Landschaften der Erde. Der Salar liegt in der Senke eines 15.620 km2 großen abflusslosen Wassereinzugsgebiets. Die Senke ist ein tektonischer Graben. Im Westen wird der Salar begrenzt durch die Cordillera Domeyko, im Osten durch die Andenkordillere, im Süden durch den Cordón de Lila und im Norden durch die Sedimentablagerungen der Deltas der Flüsse Río San Pedro und Río Villama.
In der weiteren Umgebung des Salars gibt es Thermalquellen, Geysire sowie Vulkane. Bekanntester Vulkan ist der Licancabur mit 5920 m Höhe.

### Beschreibung

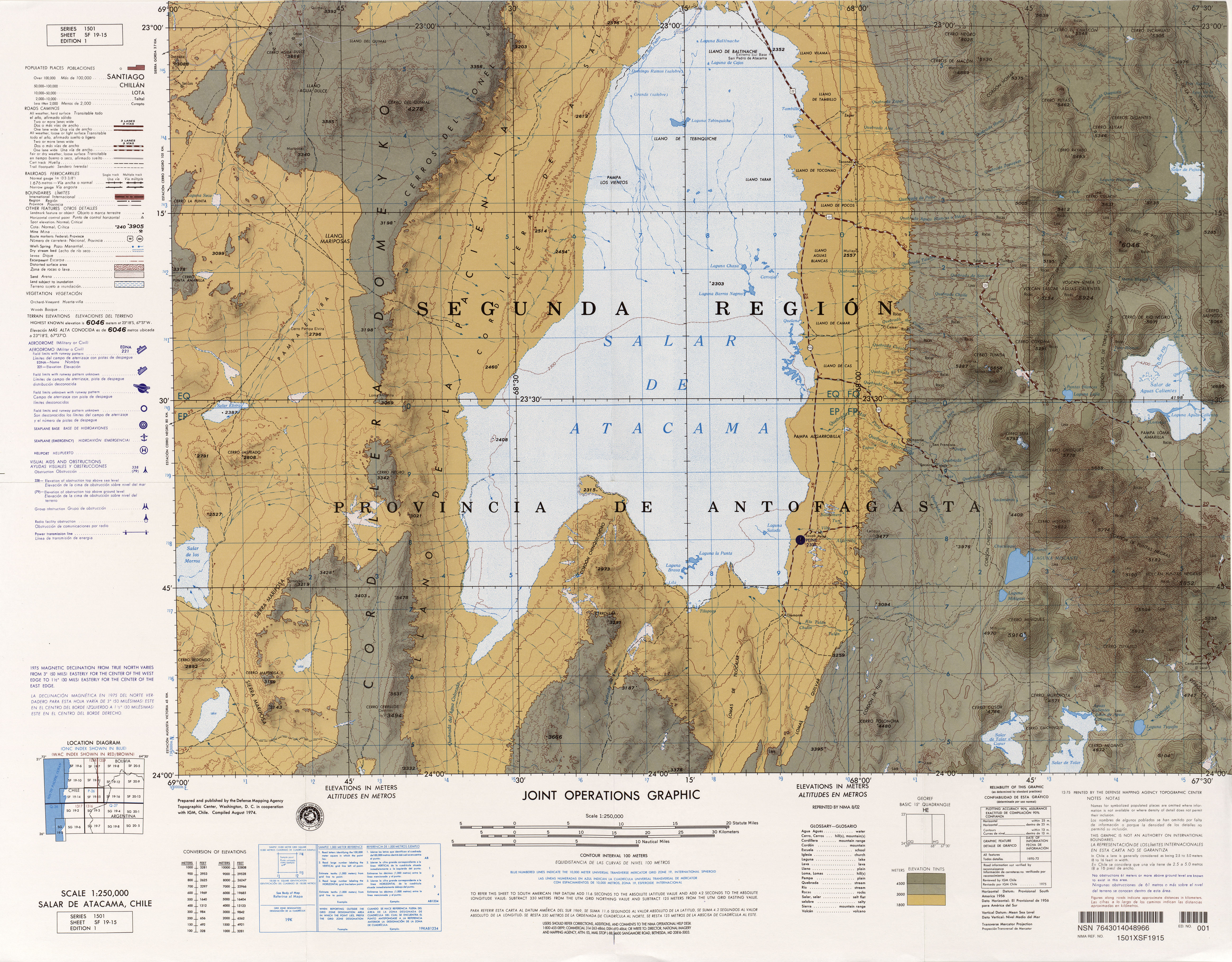
Topographische Karte des Salar de Atacama und seiner nächsten Umgebung

Mit einer Ausdehnung von 3051 km2 ist er der größte Salar in Chile. Er besteht aus zwei Einheiten, einem Kern und einer Randzone. Der Kern hat eine Oberfläche von 1100 km2, reicht bis 1,7 km tief und besteht zu 90 % aus festem, porösem, von Sole durchsetztem Natriumchlorid. Die Sole hat eine sehr hohe Dichte von 1,238 kg/l und ist reich an Lithium, Kalium, Magnesium und Bor. Um den Kern herum liegt die Randzone. Sie besteht aus feinen salzhaltigen (hauptsächlich Gips), lehmigen Sedimenten.
Wo die wenigen Wasserzuflüsse den Salar erreichen, befinden sich eine Reihe von Oasen, die schon seit prähistorischen Zeiten besiedelt wurden. Die Niederschlagsraten im Salar sind außerordentlich gering. Die jährlichen Raten für Regen variieren von weniger als 3 mm/a bis höchstens 50 mm/a. Die Verdunstungsraten im Salar erreichen ebenfalls Extremwerte, sie variieren von 1800 mm/a bis zu 3200 mm/a.

### Entstehung
Der Salar besteht aus klastischen Sedimenten und Evaporiten, die ein trockengefallener Paläosee hinterlassen hat. Bedingt durch Klimaschwankungen ist in den letzten einhunderttausend Jahren vier Mal ein See an dieser Stelle aufgetreten. Der älteste See lag dort vor 75.700 bis 60.700 Jahren, der letzte vor 6.200 bis 3.500 Jahren.
Nach einer Abschätzung aus dem Jahr 1996 erreichen den Salar jährlich 52 Millionen Kubikmeter Wasser durch oberirdische, und 90 Millionen Kubikmeter durch unterirdische Zuflüsse. Davon werden 27 Millionen Kubikmeter für landwirtschaftliche Bewässerung abgezweigt. Hinzu kommen noch durchschnittlich 30 Millionen Kubikmeter an Niederschlägen über dem Salar. Im Wasser gelöst werden so jährlich 335.000 Tonnen Salze in den Salar eingetragen, darin sind 270 Tonnen Lithium und 5.300 Tonnen Kalium enthalten. Im Salar verdunsten jährlich 145 Millionen Kubikmeter Wasser. Der Kern des Salars erhält so 0,1 mm pro Jahr an neuen Salzsedimenten.

### Feuchtgebiete im Salar
Die wichtigsten Zuflüsse aus Richtung Norden sind der Río San Pedro und der Río Villama. Der Río San Pedro bildet ein trockenes Delta. Der Río Villama versickert südlich von San Pedro und liefert unterirdisch Beiträge für die dort sporadisch auftretenden Wasserkörper. Aus den östlich liegenden Anden gibt es Beiträge durch Grundwasser und die Gebirgsbäche von Jerez, Talabre, Camar, Peine, Tarajne und Tulán. Wo das Wasser an die Oberfläche tritt, entstehen kleine Teiche und flache Seen, die hohe Salzkonzentrationen enthalten, die nur wenige höhere Organismen vertragen können. Dazu gehören Salzwasserkrebse, einige Ruderfußkrebse und einige Makrophyten. Diese Seen bedecken eine Fläche von insgesamt 12,6 km2.

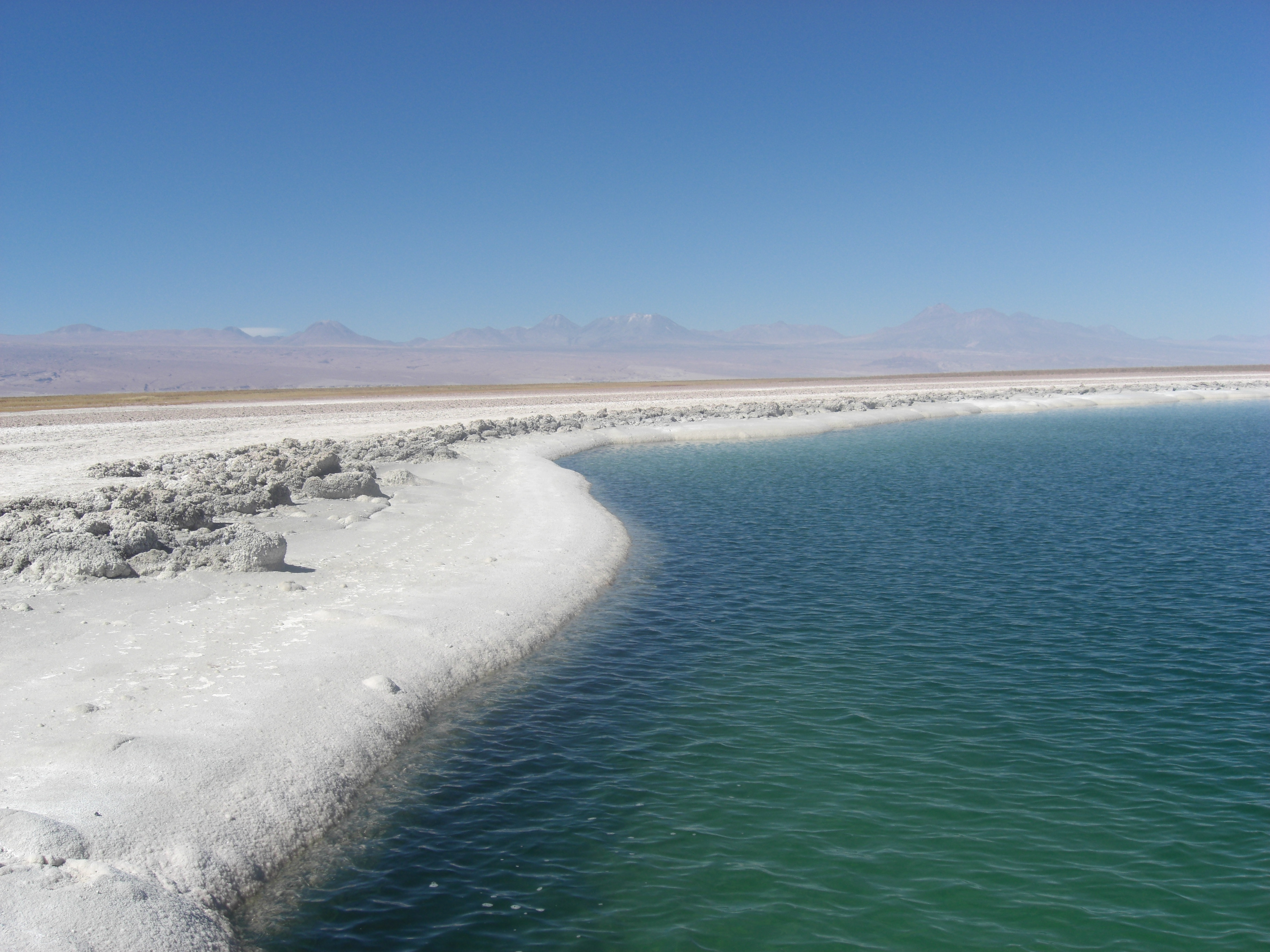
Laguna Cejas. Nah an San Pedro gelegen wird der Salzsee als Badestelle für Touristen genutzt.
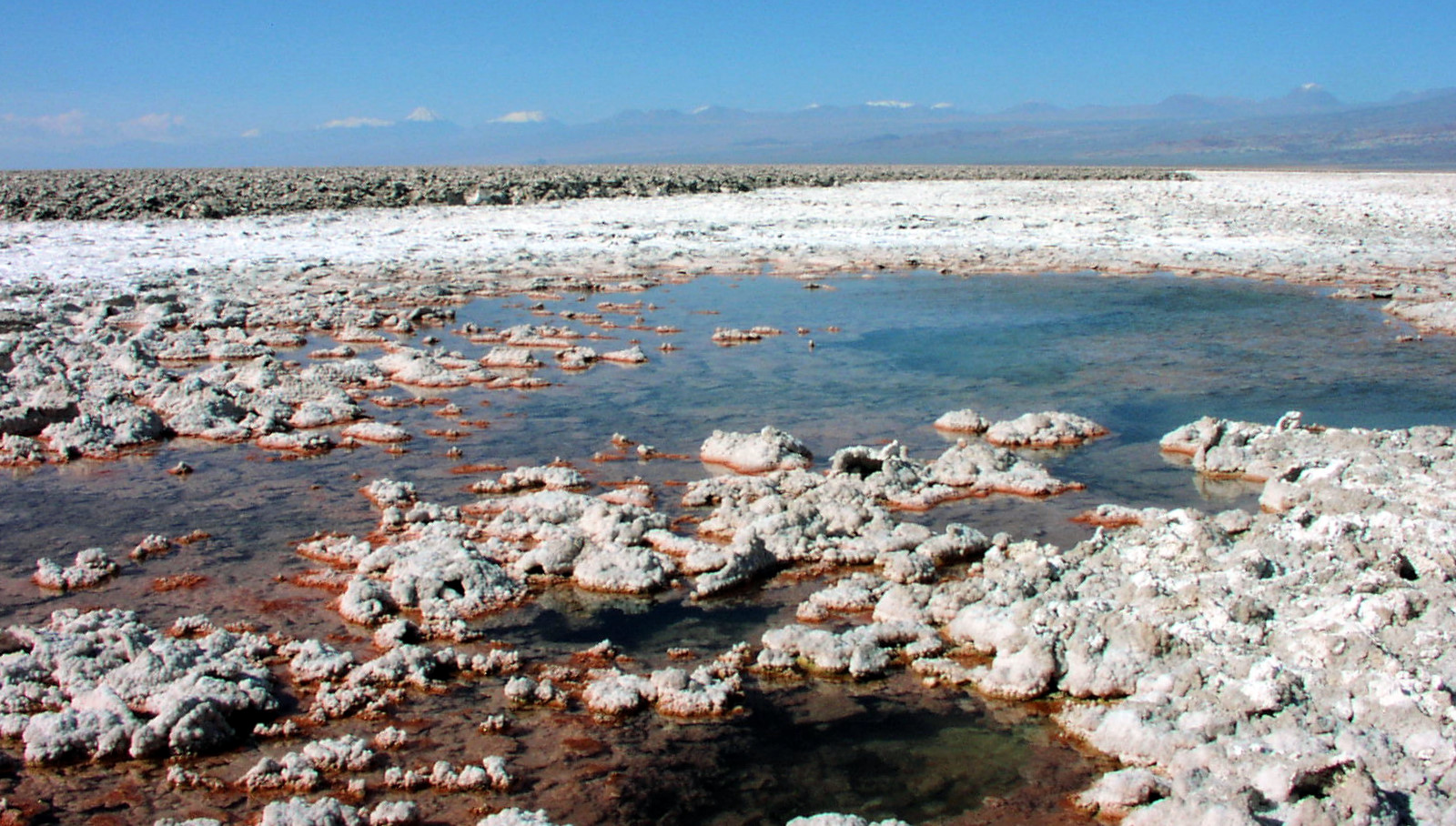
Laguna Chaxa ist Teil eines Naturschutzgebietes. Der Zugang ist kontrolliert.
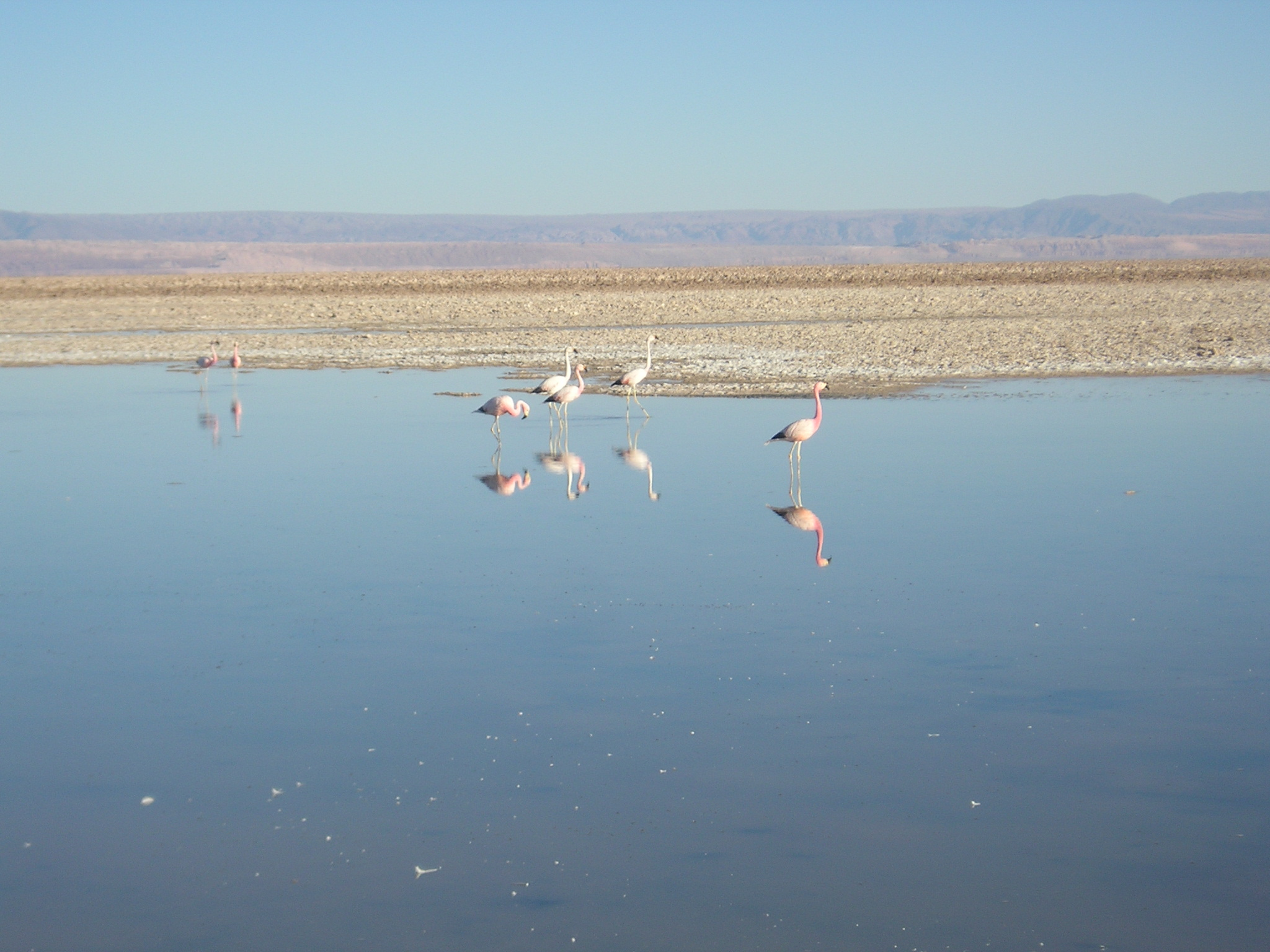
Die Laguna Chaxa beherbergt eine Flamingokolonie.
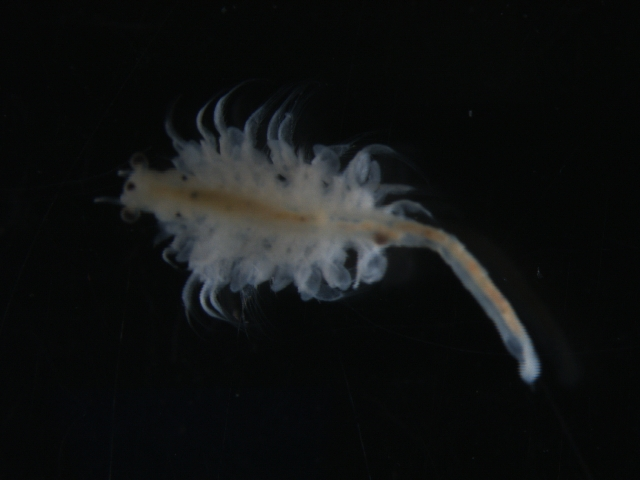
Artemia franciscana[13] lebt in den Tümpeln des Salars.

Es werden die folgenden Feuchtgebiete unterschieden:
(
)
- Nördlicher Salar:
  - Laguna Baltinache (23° 2′ S, 68° 14′ W)[4][14]
  - Laguna Cejas (23° 3′ S, 68° 13′ W)[4][14] (Badesee: Oberfläche 3 ha, durchschnittliche Wassertiefe 10 m)[13]
  - Laguna Piedra (23° 4′ S, 68° 13′ W)[14] (Badesee)
  - Laguna Tebinquiche (23° 8′ S, 68° 15′ W)[4][14][15] (einer der beiden größten Salzseen im Salar)
  - Ojos de Tebinquiche (23° 8′ S, 68° 14′ W)[14]
  - Laguna Llona[16]
  - Lagunas Gemela Este und Gemela Oeste (in der Tebenquiche-Ebene, Oberfläche < 1 km2, maximale Tiefe 7 m, Distanz zwischen den beiden 100 m)[17]

- Östlicher Salar:
  - Sektor Soncor (61 km südlich von San Pedro. Fläche des Schutzgebiets 50,16 km2. Drei permanente Seen und ein Kanal)[9][18]
    - Laguna Puilar (23° 18′ S, 68° 9′ W)[9][14]
    - Laguna Chaxa (23° 17′ S, 68° 11′ W)[9][14] (Oberfläche 13 km2, wichtigster Wasserkörper im Salar. Salzgehalt (TDS-Wert) 86 g/l, pH 7,6)[8]
    - Estación Chaxa, Puente San Luis (23° 20′ S, 68° 10′ W)[9][14] (Besucherzone der Laguna Chaxa)
    - Laguna Barros Negros (23° 21′ S, 68° 9′ W)[9][14]
    - Kanal oder Río Burro Muerto (kommt vom Flussdelta, verbindet Laguna Puilar und Laguna Chaxa und mündet in Laguna Barros Negros)[18]

  - Sektor Aguas de Quelana (72 km südlich von San Pedro. Fläche des Schutzgebiets 41,35 km2)[18]
    - Laguna Burro Muerto (23° 28′ S, 68° 6′ W)[9][14] (Ansammlung von kleinen Teichen geringer Tiefe, gekennzeichnet durch jahreszeitlich variierende Überflutung)[18]

- Südlicher Salar:
  - Sektor Aguas de Peine (drei permanente Seen)
    - Laguna Salada (23° 41′ S, 68° 8′ W)[19][14]
    - Laguna Saladita (23° 41′ S, 68° 9′ W)[19][14]
    - Laguna Interna (23° 40′ S, 68° 9′ W)[19][14]
    - Laguna (ohne Namen) (23° 40′ S, 68° 9′ W)[19][14]

  - Sektor Aguas de Tilopozo
    - Laguna La Punta (23° 43′ S, 68° 14′ W)[19][14]
    - Laguna Brava (23° 44′ S, 68° 15′ W)[19][14]

## Wirtschaft

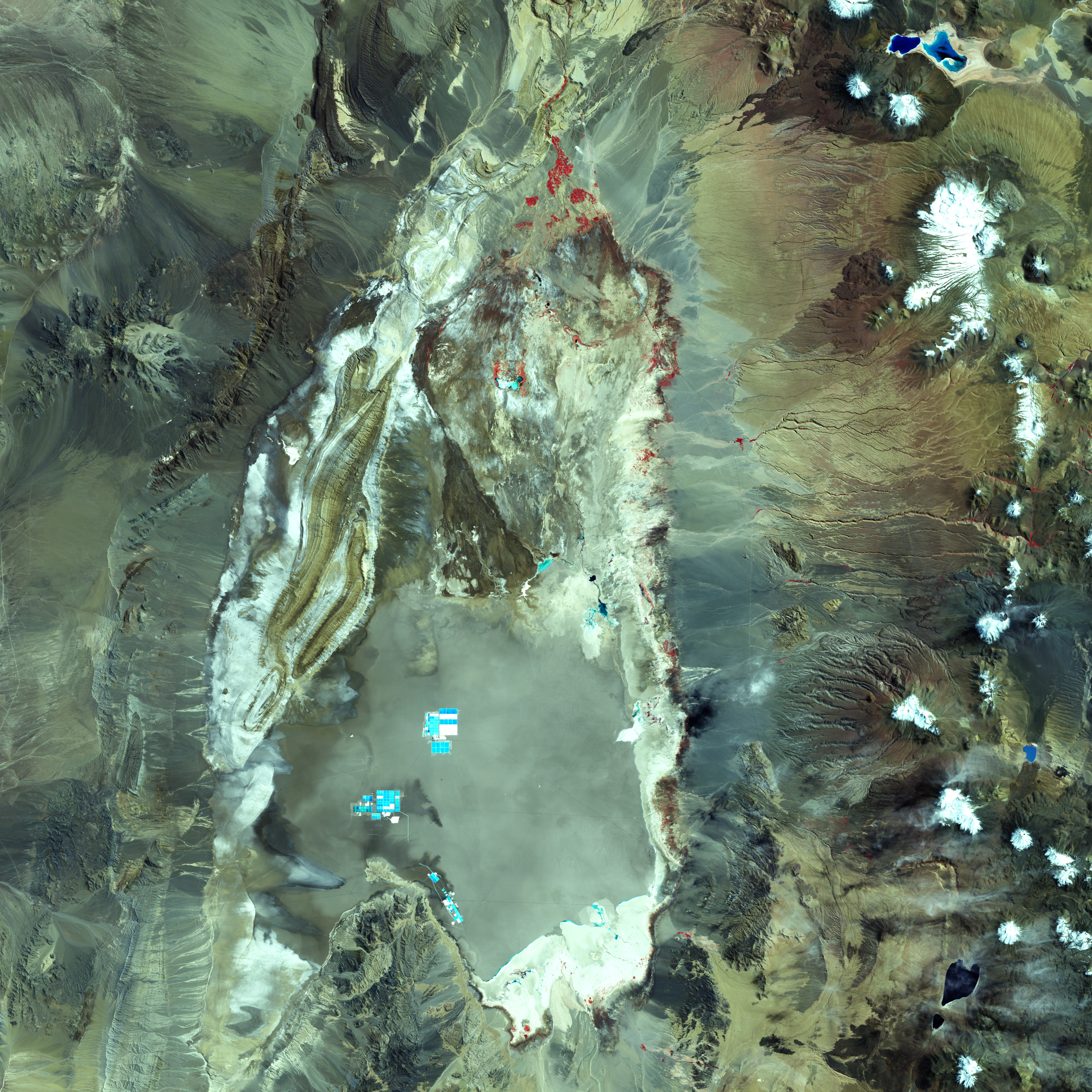
So deutlich wie in der Satellitenaufnahme sind die Industrieanlagen vom Boden aus nicht zu erkennen. Für den Touristen bleiben sie wegen der weiten Entfernungen in der flachen Landschaft meist verborgen.

Der Salar de Atacama wird für Nichtmetall-Bergbau und Tourismus genutzt.

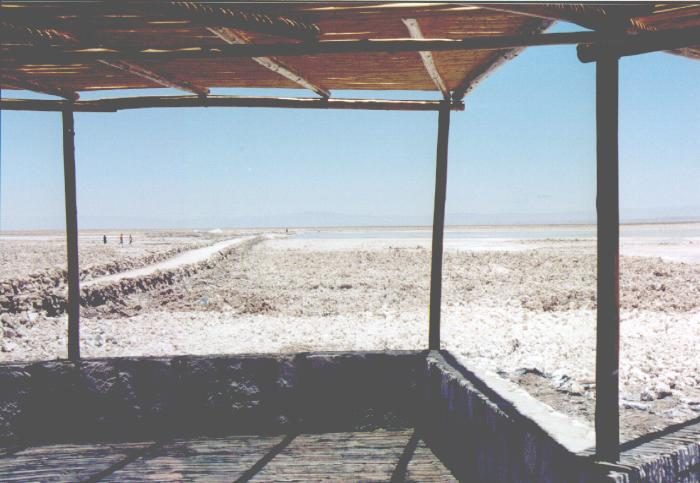
Wie hier an der Laguna Chaxa gibt es an wichtigen Punkten Einrichtungen und spezielle Wege, über die die Touristenströme kanalisiert werden.

### Bergbau
Der Salar beherbergt etwa 27 % der weltweiten Lithium-Reserven, sowie Borax und Kaliumsalze. Zur Gewinnung wird Wasser mit den gelösten Salzen heraufgepumpt und in flache Becken geleitet, wo es verdunstet. Kaliumchlorid und Kaliumsulfat fallen aus, während im Überstand Lithium und Bor gelöst bleiben. Diese Sole wird zur weiteren Verarbeitung über Rohrleitungen weitergepumpt.
Durch den hohen Wasserverbrauch zur Gewinnung der Metalle und Salze ist der Wasserspiegel in der zentralen Lagune bereits gesunken, was für die dort nistenden Flamingos langfristig zu einem Problem führen wird. Stand Mai 2019 vertrockneten immer mehr Johannisbrotbäume, eigentlich robuste Wüstenpflanzen, die ihre Wurzeln tief graben.
Seit 1996 wird aus dem Salar de Atacama Lithiumchloridlösung als Nebenprodukt der Kaliumchloridgewinnung gewonnen. Zurzeit sind drei große Werke im Salar eingerichtet, in denen Kaliumchlorid, Kaliumsulfat, Borsäure und Lithium-Sole gewonnen werden. Das Lithiumchlorid wird in ein Werk im Salar del Carmen bei Antofagasta gebracht und dort zu Lithiumcarbonat und Lithiumhydroxid weiterverarbeitet. 2012 wurden durch SQM Salar S.A. 45.700 Tonnen Lithium (berechnet als Lithiumcarbonat) im Wert von 222,2 Millionen US-Dollar gefördert. Das entsprach 35 % des im gleichen Jahr weltweit gehandelten Lithiums. Die Rechte an der Ausbeutung der Rohstoffe sind regelmäßig Gegenstand heftiger juristischer und politischer Auseinandersetzungen.

### Tourismus
Der Salar de Atacama ist eine der wichtigsten Attraktionen in der Region. 70.000 Touristen kommen jährlich zum Salar.
Der Osten des Salars gehört zu einem kleinen Teil zum Nationalreservat Los Flamencos. Seinen Namen verdankt das Reservat den großen Flamingo-Beständen. In diesen Feuchtgebieten des Salars leben neben den Flamingos viele andere Vögel, z. B. Darwinnandus, Gänse und Enten. In den östlich an den Salar angrenzenden Gebieten sind auch Lamas, Guanakos, Vikunjas und Alpakas in größerer Zahl anzutreffen.

## Belege
1. 1 2 3  
Francois Risacher, Hugo Alonso, Carlos Salazar: Geoquimica de aguas en cuencas cerradas: I, II, y III Regiones - Chile. Estudio de cuencas de la II Región. Vol III. Santiago de Chile Januar 1999, Salar de Atacama, S. 57–75 (spanisch, 295 S., uantof.cl (Memento vom 5. März 2016 im Internet Archive) [PDF; 960 kB]).
2. 1 2 3 4 5 6 7 8  CADE-IDEPE Consultores en Ingenería: Cuenca de Salar de Atacama. In: Gobierno de Chile Ministerio de Obras Públicas Direccón General de Aguas (Hrsg.): Diagnostico y clasificación de los cursos y cuerpos de agua según objetivos de calidad. Santiago de Chile Dezember 2005 (spanisch, sinia.cl [PDF; 887 kB; abgerufen am 21. April 2013]).
3. 1 2 3 4 5 6  
Vera Thiel, Marcus Tank, Sven C. Neulinger, Linda Gehrmann, Cristina Dorador, Johannes F. Imhoff: Unique communities of anoxygenic phototrophic bacteria in saline lakes of Salar de Atacama (Chile): evidence for a new phylogenetic lineage of phototrophic Gammaproteobacteria from pufLM gene analyses. In: FEMS Microbiology Ecology. Band 74, Nr. 3, Dezember 2010, S. 510–522, doi:10.1111/j.1574-6941.2010.00966.x (onlinelibrary.wiley.com [abgerufen am 7. Juni 2013]).
4. 1 2 3 4  
Salar de Atacama, Chile. Sheet SF 19-15. In: U.S. National Imagery and Mapping Agency (Hrsg.): Series 1501 (= Latin America, Joint Operations Graphic 1:250,000 [Not for navigational use]). Defense Mapping Agency Topographic Center (lib.utexas.edu [abgerufen am 14. März 2013]).
5. 1 2 3  
Claudia González Muzzio: Actualización Plan Regulador Comunal de San Pedro de Atacama. Memoria explicativa. Hrsg.: Ilustre Municipalidad de San Pedro de Atacama. März 2010 (spanisch, e-seia.cl [PDF; 2,4 MB; abgerufen am 13. März 2013]).
6. 1 2 3  
SQM Salar S.A. (Hrsg.): Declaración de impacto ambientalproyecto “Ampliación Planta SOP”. Anexo I. Caracterización del área de influencia. 2010 (e-seia.cl [PDF; 5,7 MB; abgerufen am 10. Juni 2013]).
7. ↑  
Vgl. Diccionario de la lengua española, Real Academía Española
8. 1 2  
T. Boschetti, G. Cortecci, M. Barbieri, Margherita Mussi: New and past geochemical data on fresh to brine waters of the Salar de Atacama and Andean Altiplano, northern Chile. In: Geofluids. Band 7, 2007, S. 33–50, doi:10.1111/j.1468-8123.2006.00159.x (researchgate.net [PDF; 2,1 MB; abgerufen am 9. Juni 2013]).
9. 1 2 3 4 5 6 7 8  
J. Salas, J. Guimerà, O. Cornellà, R. Aravena, E. Guzmán, C. Tore, W. von Igel, R. Moreno: Hidrogeología del sistema lagunar del margen este del Salar de Atacama (Chile). In: Boletín Geológico y Minero. Band 121, Nr. 4, 2010, ISSN 0366-0176, S. 357–372 (igme.es [PDF; 703 kB; abgerufen am 9. Juni 2013]).
10. 1 2  
Hugo Alonso, Francois Risacher: Geoquimica del Salar de Atacama. Parte 1: origen de los componentes y balance salino. In: Revista Geológica de Chile. Band 23, Nr. 2, Dezember 1996, S. 113–122 (andeangeology.cl [abgerufen am 20. Dezember 2023]).
11. ↑  
Lautaro Núñez, Martin Grosjean, Isabel Cartajena: Human Occupations and Climate Change in the Puna de Atacama, Chile. In: Science. Band 298, 2002, ISSN 1095-9203, S. 821–824 ( [PDF; abgerufen am 4. Juni 2013]).
12. ↑  
Andrew L Bobst, Tim K Lowenstein, Teresa E Jordan, Linda V Godfrey, Teh-Lung Ku, Shangde Luo: A 106 ka paleoclimate record from drill core of the Salar de Atacama, northern Chile. In: Palaeogeography, Palaeoclimatology, Palaeoecology. Band 173, Nr. 1–2, 1. September 2001, S. 21–42, doi:10.1016/j.bbr.2011.03.031 (sciencedirect.com [abgerufen am 9. Juni 2013]).
13. 1 2  
Gonzalo M. Gajardo, John A. Beardmore: Electrophoretic evidence suggests that the Artemia found in the Salar de Atacama, Chile, is A. franciscana Kellogg. In: Hydrobiologia. Band 2, Nr. 257, April 1993, S. 65–71 (link.springer.com [abgerufen am 10. Juni 2013]).
14. 1 2 3 4 5 6 7 8 9 10 11 12 13 14 15 16  
Koordinaten ermittelt mit Google-Earth, Juni 2013
15. ↑  
Cecilia Demergasso, Lorena Escudero, Emilio O. Casamayor, Guillermo Chong, Vanessa Balagué, Carlos Pedrós-Alío: Novelty and spatio–temporal heterogeneity in the bacterial diversity of hypersaline Lake Tebenquiche (Salar de Atacama). In: Extremophiles. Band 12. Springer, 18. März 2008, S. 491–504, doi:10.1007/s00792-008-0153-y (zjubiolab.zju.edu.cn [PDF; 516 kB; abgerufen am 7. Juni 2013]).
16. ↑  
Carlos Guerra Correa, Alejandra Malinarich Rodriguez: Bioversidad de la zona de desierto y tropical de altura en la II Región de Antofagasta. 2004 (de.scribd.com [abgerufen am 7. Juni 2013]).
17. ↑  
De los Ríos-Escalante: Morphological variations in Boeckella poopoensis (Marsh, 1906)(Copepoda, Calanoida) in two shallow saline ponds (Chile) and potential relation to salinity gradient. In: International Journal of Aquatic Science. Band 2, Nr. 1, 2011, ISSN 2008-8019, S. 80–87 (web.archive.org [PDF; 543 kB; abgerufen am 16. September 2021]).
18. 1 2 3 4  
Hernán Torres Santibáñez, Marcela Torres Cerda: Los Parques Nacionales de Chile. Una guía para el visitante. Editorial Universitaria, 2004, ISBN 956-11-1701-0, S. 161 (books.google.de [abgerufen am 10. Juni 2013]).
19. 1 2 3 4 5 6  
Gestión Ambiental Consultores: EIA Modificaciones y Mejoramiento del Sistema de Pozas de Evaporación Solar en el Salar de Atacama. Anexo 8 Comportamiento Histórico Variables Asociadas Sistema Lagunar Peine y La Punta y La Brava. Hrsg.: Sociedad Chilena de Litio Ltda. 2009 (e-seia.cl [PDF; 2,7 MB; abgerufen am 7. Juni 2013]).
20. ↑  The Saudi Arabia of Lithium.
21. ↑  zdf.de vom 9. September 2018, E-Autos: Ein nur scheinbar sauberes Geschäft. In: ZDF. 10. September 2018, archiviert vom Original (nicht mehr online verfügbar) am 15. November 2019. insbesondere der Abschnitt "Problemrohstoff Lithium".
22. ↑  tagesspiegel.de vom 21. Mai 2019, Raubbau für E-Autos?, (insbesondere Abschnitt Auch die Umwelt leidet), abgerufen am 28. Mai 2019.
23. ↑  
Sociedad Química y Minera de Chile S.A (Hrsg.): DOS MIL DOCE SQM MEMORIA ANUAL. Santiago de Chile 2013 (spanisch, ir.sqm.com [PDF; abgerufen am 14. Juli 2013]).
24. ↑  cambio21.cl (Memento vom 12. August 2016 im Internet Archive). Abgerufen am 5. April 2024.
25. ↑  
Ficha Informativa CONAF (PDF; 249 kB)